# Santos
Santos és una ciutat de l'estat de São Paulo, al Brasil, fundada l'any 1546. Té el principal port de l'Amèrica Llatina, que constitueix la seva principal activitat econòmica, a més del turisme i el comerç. La ciutat és seu del govern de l'estat cada 13 de juny. És la capital simbòlica de l'estat de São Paulo, a més de seu de diverses institucions d'ensenyament superior. És considerada oficialment com un balneari turístic.

## Geografia

### Aspectes físics i ambientals
Santos es divideix en dues àrees geogràfiques distintes: l'àrea insular i l'àrea continental. Ambdues difereixen tant en termes demogràfics, com en termes econòmics i geogràfics.

#### Àrea insular
S'estén sobre l'Illa de São Vicente, el territori de la qual està dividit amb el municipi veí de São Vicente. Amb una àrea de 39,4 km², densament urbanitzada, allí resideix gairebé la totalitat dels habitants de la ciutat. Comprèn una part plana, extensió de la plana costanera de l'Estat de São Paulo i les altituds de la qual rarament sobrepassen els 20 m sobre el nivell del mar, i una part composta de muntanyes aïllades d'origen antiga i dotades d'una ocupació urbana irregular amb una barreja de luxe i baixa renda, l'altitud màxima de la qual gairebé no sobrepassa els 200 m sobre el nivell del mar.
Sobre la part plana de l'illa de São Vicente pràcticament no hi ha vegetació original, a causa de l'alt procés d'urbanització. En la part nord de l'illa, en els barris d'Alemoa, de Chico de Paula i de Saboó encara s'ha una mica de vegetació de manglar. Abans de l'ocupació de la part plana de l'illa per urbanitzacions, es trobaven allí vasts terrenys coberts per manglars i vegetació baixa pròxima a la platja.

#### Àrea continental

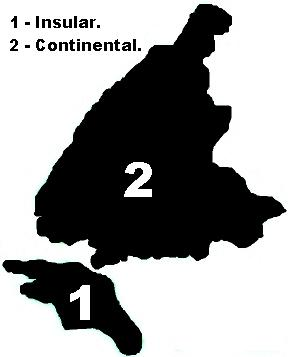
Mapa mostrant l'àrea insular i l'àrea continental de Santos.

S'estén per 231,6 km², representant la major part del municipi, quasi el 70% d'aquesta àrea està classificada com Àrea de protecció Ambiental per estar dins dels límits del Parque Estadual da Serra do Mar, i per tindre una gran àrea de Mata Atlàntica original a la Serra do Mar.
A les parts planes de l'àrea continental es troben grans extensions de manglars a l'ho llarg del Canal de Betioga, tallades per rius que formen meandres a la plana, rius Diana, Sandi, Iriri i Quilombo. Les valls d'aquests rius en general són ocupats per bananers, l'activitat rural es presenta en general molt rudimentària. Els llocs ocupen una àrea anomenada de mata de jundu, composta de palmes i palmeres locals. Aquesta mata, mentrestant, està seriosament damnificada per l'ocupació. Aquestes àrees són considerades àrea d'expansió urbana pel Pla Director de Santos.
Santos també posseeix una àrea petita de terres de altipla, a l'alt de Serra do Quilombo (limit amb Santo André, Mogi das Cruzes i Bertioga). El punt més alt del municipi té 1.136 m d'altitud, al costat del naixement del riu Itatinga.
Al nord del riu Quilombo, hi ha problemes ambientals també a causa de l'expansió del Polo Industrial de Cubatao.Al sud d'aquesta vall, al barri de Sitio das Neves, es troba l'aterro
 sanitário municipal, en el terreny d'una antiga pedrera.

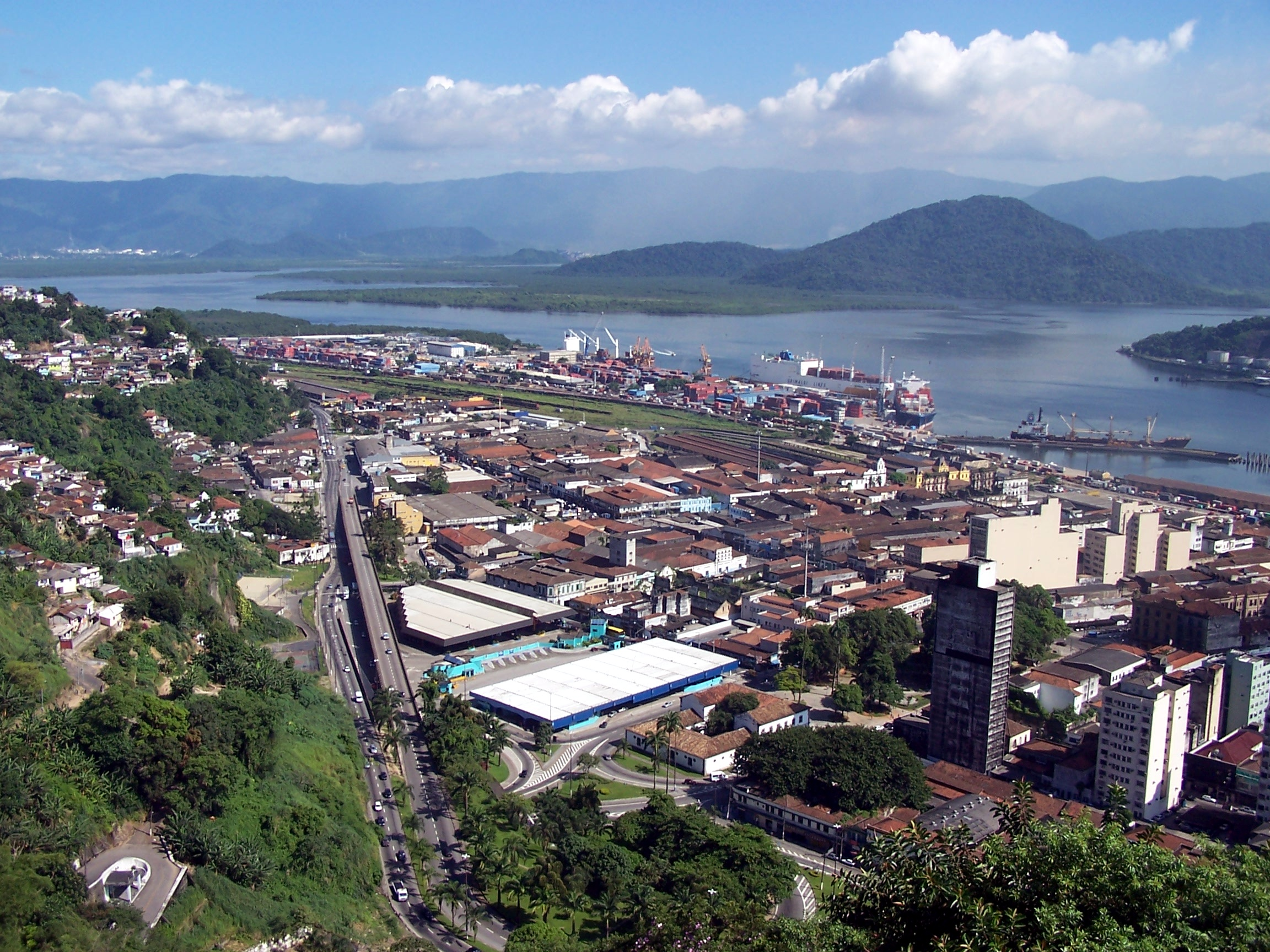
Santos vist des de Monte Serrat.

### Platges
- Platja del José Menino
- Platja del Pompeia
- Platja del Gonzaga
- Platja del Boqueirão
- Platja del Embaré
- Platja de la Aparecida
- Ponta de la Platja

### Clima

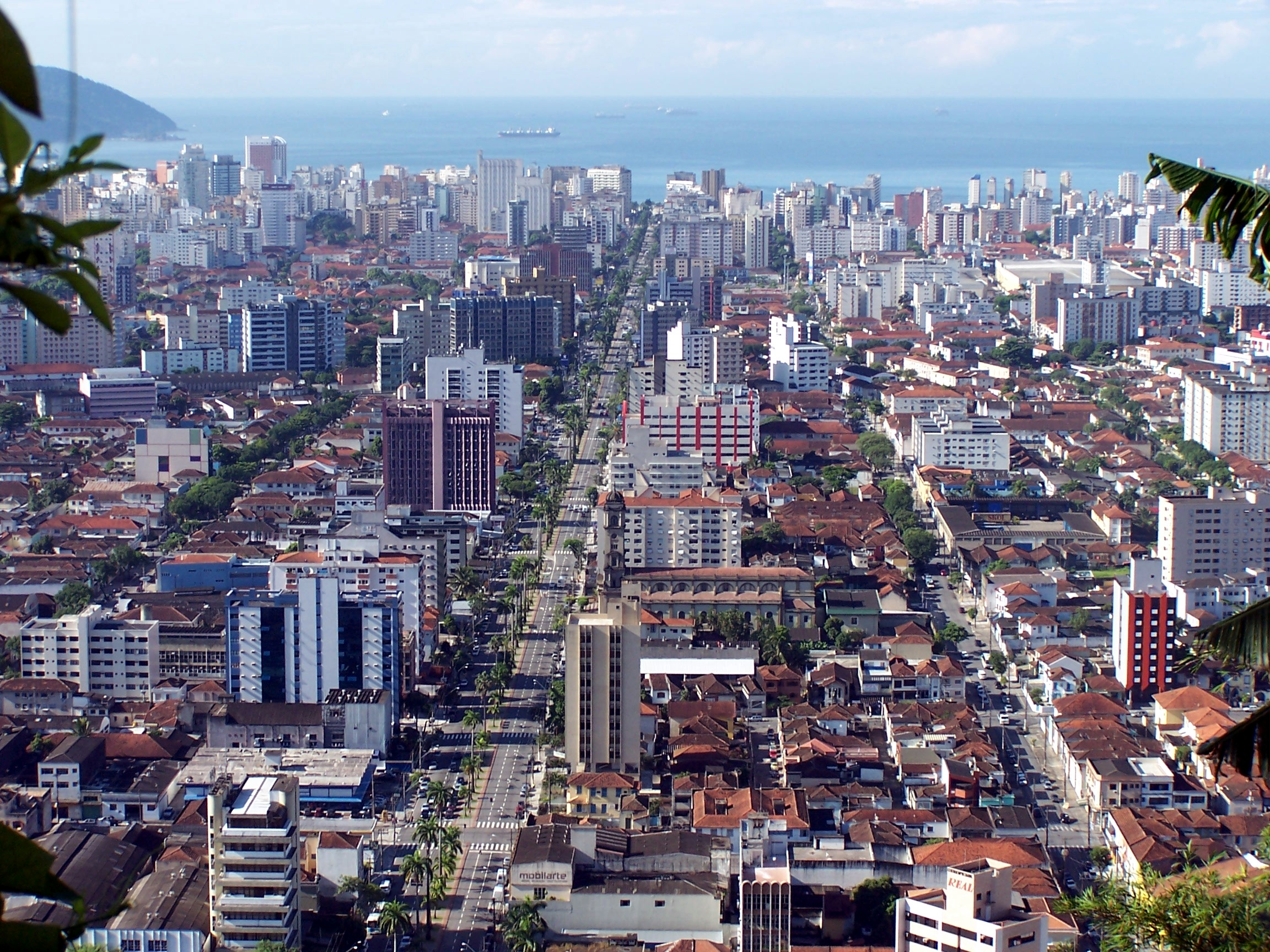
La ciutat de Santos.

Santos és una ciutat de clima tropical, tenint les estacions de l'any ja relativament ben definides. Els estius es caracteritzen pel clima càlid i humit (amb pluviositat mitjana sobre els 250 mm al mes de gener), i els hiverns tenen com a característica temperatures més amenes i menor incidència de pluja (pluviositat mitjana al voltant de 55 mm a l'agost). primavera i tardor es caracteritzen per estacions de transició.
Malgrat aquestes definicions, certes variacions de temperatura es poden donar tant en les èpoques més calentes o més fredes de l'any. A l'estiu, la penetració de fronts freds és un fenomen bastant comú, portant pluges que amenitzen les altes temperatures de l'època, i a l'hivern, la incidència de vents provinents del nord-oest (que normalment precedeixen l'entrada de fronts freds) arriben a elevar les temperatures pel damunt dels 35 °C durant la tarda, i amb temperatures superiors a 25 °C durant la matinada.
Al gener, la mitjana de temperatures mínimes a la ciutat és de 22 °C i la de les màximes, de 30 °C. Al juliol, la mitja de les mínimes és de 15 °C i de les màximes, de 24 °C.
És bastant habitual, principalment a l'estiu, que les temperatures sobrepassin els 35 °C durant la tarda, especialment a les àrees més urbanitzades i allunyades del mar (com el centre) podent arribar als 40 °C quan penetren vents vinguts del nord-oest
.
A l'hivern, la penetració de masses d'aire polar provinents del sud no són inhabituals, com a mínim un cop a l'any, els termòmetres baixen dels 10 °C
La major temperatura registrada a la ciutat en tots els temps fou de 41 °C al setembre de 1997, mentre que la menor fou de 4,3 °C a l'agost de 1955. Aquest dia, hi ha notícies de què els voltants de la ciutat estava gelada, malgrat no hi ha registres oficials d'aquest fet.

## Economia
Santos té una economia consolidada gràcies al turisme i al Port de Santos, el major del Brasil. La ciutat és la 33a més rica del país i el seu PIB de R$ 8,7 bilions que representa 0,41% de tot el PIB brasiler.

## Port

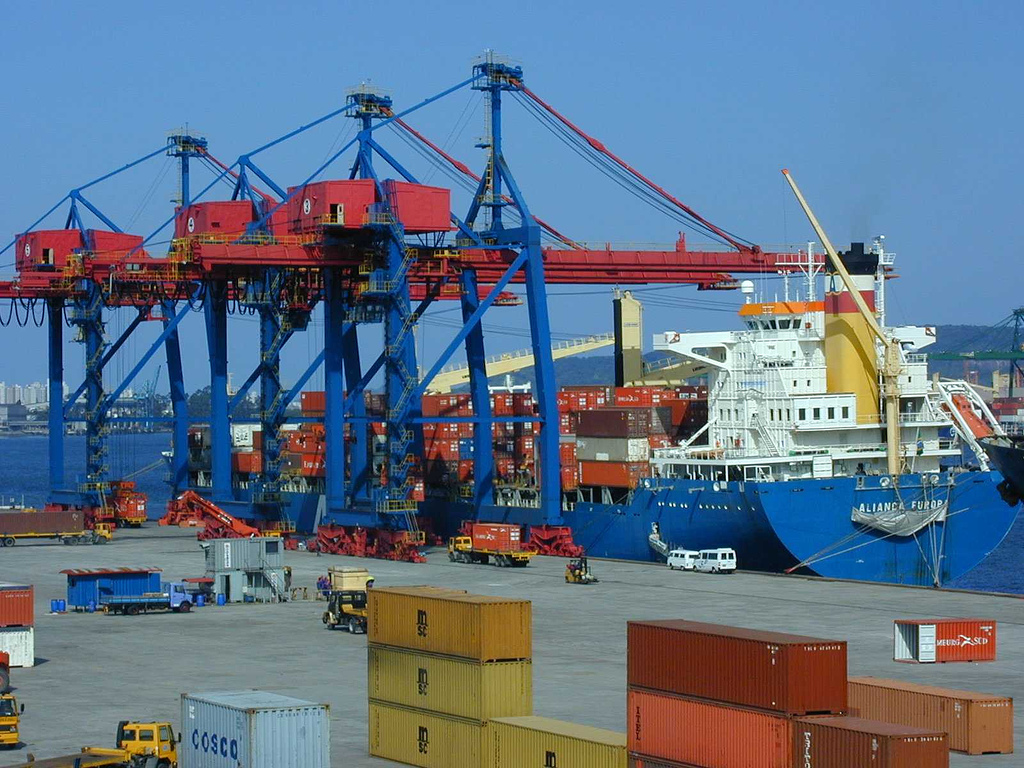
Terminal del Port de Santos, el major d'Amèrica del Sud

Santos té el major port de l'Amèrica Llatina, les seves obres començant el 1888 i la primera part fou inaugurada el 1892. Actualment, el port es troba sota administració de CODESP (Companhia Docas do Estado de São Paulo), amb varios terminals operats per concessionàries. El port de Santos té un calat d'11 a 13 metres, però CODESP preveu obre per augmentar el port perquè arribi fins a 16 metres.

## Estància Balneària
Santos és un dels 15 municipis paulistes considerats residència balneària per l'Estat de São Paulo, ja que compleix una sèrie de requisits definits per la Llei Estadual. Aquest status garanteix que l'estat hi promou de forma més accentuada el turisme regional. També el municipi pot posar junt al seu nom la denominació d'Estancia Balnearia.

## Canals
Els canals de Santos tenen més de 100 anys d'antiguitat, són una de les característiques de la ciutat. Foren construïts per Saturnino de Brito per a drenar els terrenys de la planicie santista i conduir les aigües pluvials, que era focus constants d'infeccions en els estius calents de la ciutat, al mar. El sistema combina planejament urbà (arranjament de les zones travessades pels canals) i separació estricta entre les xarxes d'aigua pluvials i negres. Avui serveixen de punts d'orientació pels santistes, molt més que no pas el barris.

## Carril Bici
El 27 de desembre del 2003, fou inaugurat el carril bici al voltat de la platja de Santos. El carril bici té 4,8 km d'extensió i 2,6 m d'amplada i s'estén des de l'emisari Submari, fins a les proximitats del mercat del peix de Ponta da Praia, possibilitat la unió amb la ciclovia d'Av. Portuaria i el Ferri - punt d'atracament de les bases que fant la travessa Santos-Guarujá. També hi han carril bici a les avingudes Francisco Glicério, Rangel Pestana i Martins Fontes i està en construcció a l'avinguda d'Afonso Pena.

## Ferris
La ciutat de Santos té sis sistemes de travessa de l'estuari cap a Guarujá.
Al Barri da Ponta da Praia, existeix una travessa per vianants a través de barques, i d'automòbils a través de balses per la travessia Santos-Guarujá, tots cap al barri de Jardim São José (Praça das Nações Unidas) al municipi veí, essent el primer sistema administrat per una cooperativa i els dos darrers, per la DERSA (Desenvolvimiento Rodoviario S.A.), cal ressaltar que actualment la travessa Santos-Guarujá és considerada la major del món en volum de vehicles (mitjana de 22.000 vehicles dia)
A la Platja iguatemi Martins, al costat del Mercat Municipal, existeix un servei de travessia cap Vicente Carvalho fet per unes petites llanxes popularment conegudes com a "catraias", també operat per una cooperativa. Aquest servei, no deixa de ser una atracció santista, doncs bona part del trajecte (prop d'1 km entre l'embarcador al mig de la ciutat, i l'estuari) és fet navegant pel que fou el Canal 1 (Avinguda Ulrico Mursa al Barri d'Outeirinhos) on les embarcacions passes per sota dels ponts i d'un túnel sota l'Avinguda Portuaria Mario Covas.
Finalment, existeix un servei de barques entre el centre (Plaça de la República) i Vicente de Carvalho, operat per la DERSA i també de catraias que surtens del pont Edgard Perdigao (Ponte dos Práticos) cap al barri de Santa Cruz dos Navegantes (antigament conegut Pouca Farinha) i cap a la platja de Góes ambdós a Guarujá.

## Funicular

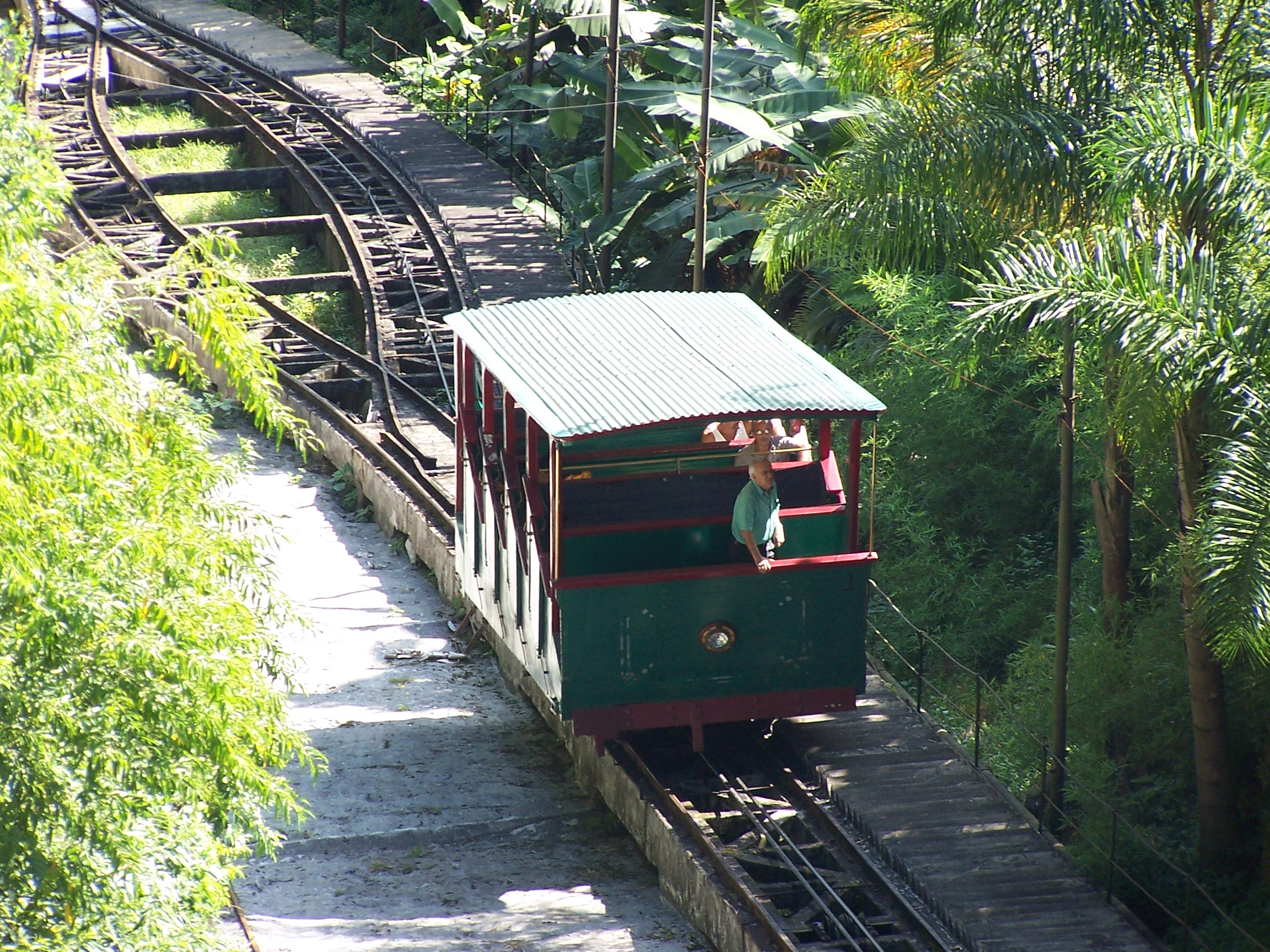
Funicular de Monte Serrat.

El sistema funicular de Monte Serrat, fou planejat el 1910 i construït el 1923 i uneix el centre de la ciutat al cim del Monte Serrat, on hi ha un gran Casino inaugurat el 1927 (tancat a causa de la llei que prohibeix jocs d'atzar al Brasil, el 1946) i a la Capella de Nossa Senhora do Monte Serrat, patrona de la ciutat. Té 2 tramvies, que operen simultàniament, quan un puja, l'altre baixa, i els dos es troben exactament a la meitat del recorregut, on hi ha un desviament.

## Illes
- Ilha Barnabé
- Ilha Diana
- Ilha Urubuqueçaba

## Fets destacats, Nossa Senhora do Monte Serrat
La patrona de la ciutat és Nossa Senhora do Monte Serrat, sembla que un català va portar-hi una imatge a una de les muntanyes de la ciutat on hi havia una capella. I diu la llegenda que la població santista, s'hi refugiava quan hi havia els atacs dels pirates, i en una de les ocasions els pirates van haver de fugir perquè va haver-hi una esllavissada que els feu fugir, des d'aquell moment esdevingué patrona de la ciutat la Mare de Déu de Montserrat.

## Clubs esportius
Santos Futebol Clube
Associação Atlética Portuguesa (Portuguesa Santista)
Jabaquara Atlético Clube
Litoral Praia Clube

## Ciutats agermanades
- Funchal (Portugal)
- Arouca (Portugal)
- Ansião (Portugal)
- Trieste (Itàlia)
- l'Havana (Cuba)
- Constanta (Romania)
- Coïmbra (Portugal)
- Nagasaki (Japó)
- Shimonoseki (Japó)
- Taizhou (Xina)
- Ningbo (Xina)
- Ulsan (Corea del Sud)